# Stereoleto
Stereoleto (официальное название: Tinkoff STEREOLETO) — независимый музыкальный фестиваль, ежегодно проводящийся в Санкт-Петербурге.

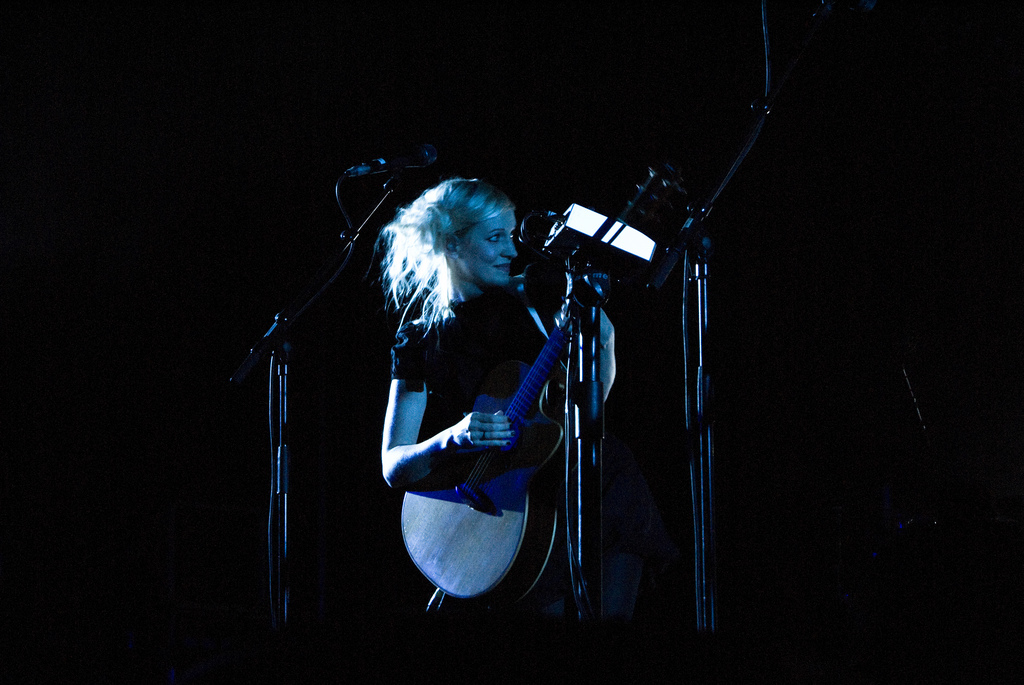
Massive Attack и Стефани Доусен, Stereoleto 2008

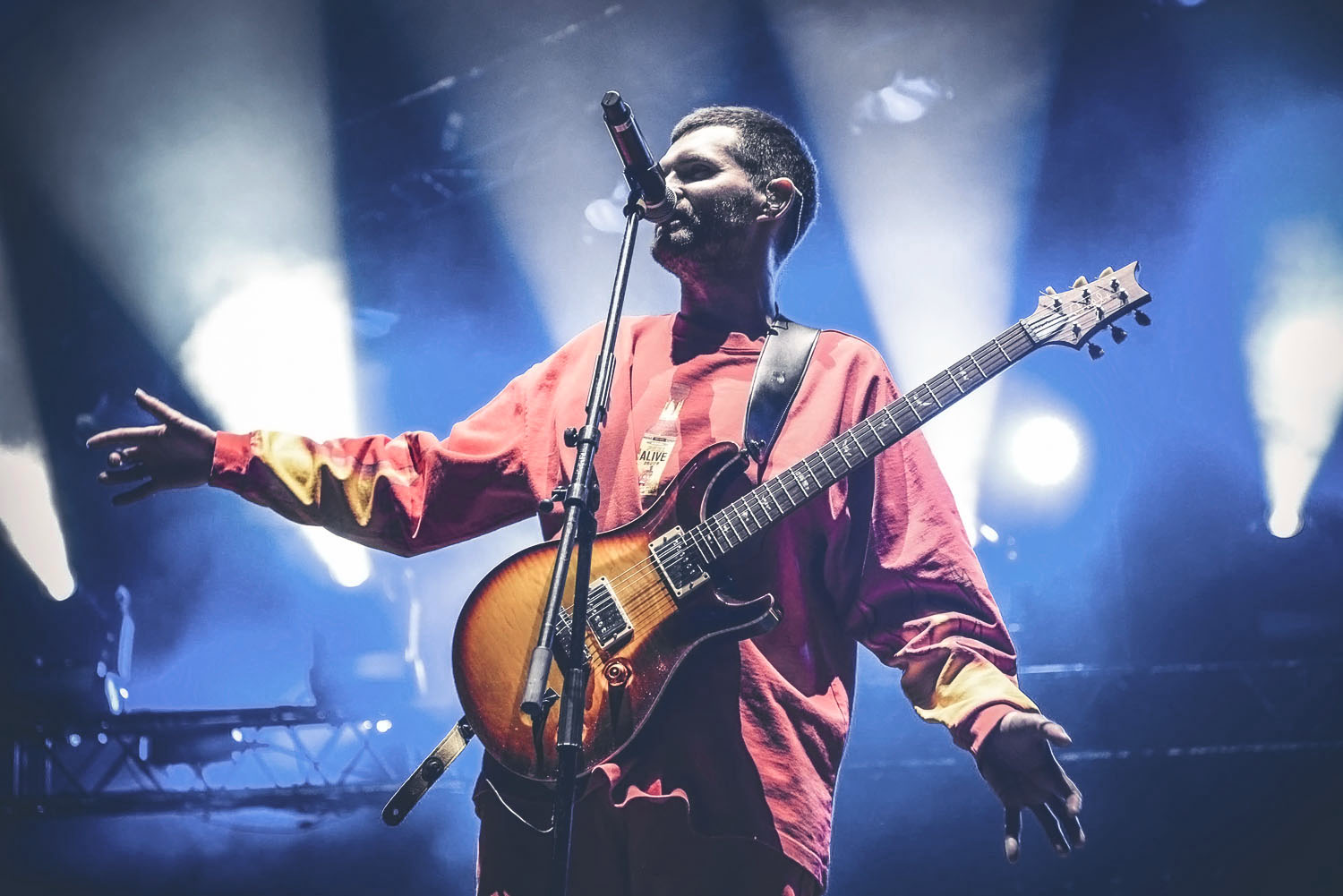
Noize MC на Stereoleto 2020

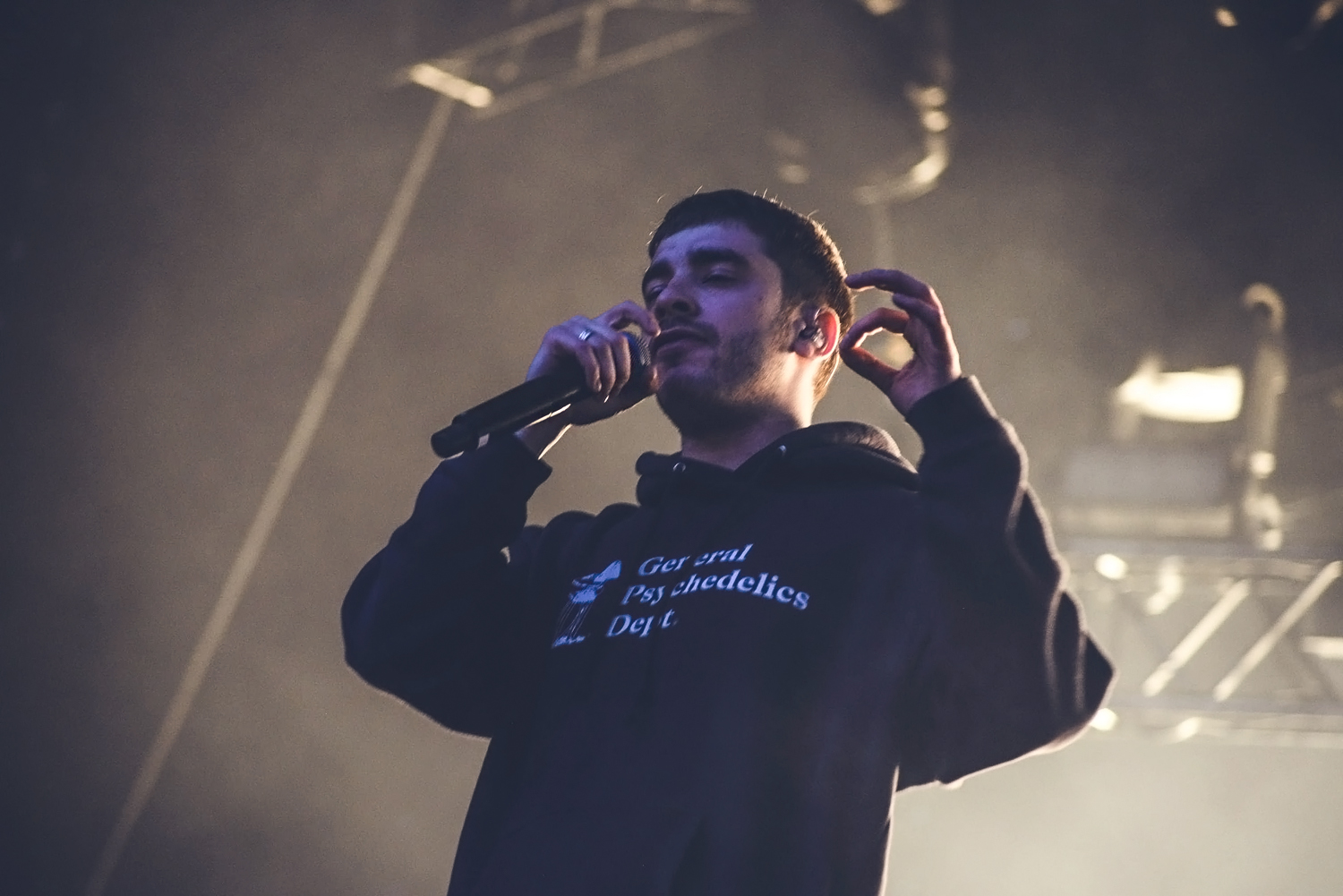
Хаски на Stereoleto 2020

## История
Первый фестиваль прошёл в 2001 году. Первоначально мероприятие проводилось как серия небольших концертов.
Десять лет, до 2018 года проходил на Елагином острове. Затем в петербургском центре дизайна Artplay. В 2015 году при праздновании пятнадцатилетия фестиваля одновременно с площадкой в Санкт-Петербурге действовала сцена в Москве.
В 2018 году на фестивале присутствовало около 12 тысяч зрителей. С того же года титульным спонсором фестиваля является Тинькофф. С 2019 года Stereoleto проводится в гавани Васильевского острова, на территории исторического кабельного завода Siemens & Halske, в общественном пространстве «Севкабель Порт».
В 2022 году фестиваль прошёл 12—13 июня в «Севкабель Порту».
В 2024 году музыкальный фестиваль пройдет 6 июля в московском саду «Эрмитаж».

## Участники
В различные годы на сценах фестиваля вступило более 700 исполнителей, в том числе пользующиеся всемирной известностью: Franz Ferdinand, Sigur Rós, Massive Attack, Nick Cave and the Bad Seeds, Регина Спектор, GusGus, Дэвид Бирн, Röyksopp, Future Sound of London, Bueno Vista Social Club и другие. Наряду с уже состоявшимися музыкантами на сценах фестиваля имеют возможность выступить и малоизвестные исполнители. Организаторы не накладывают на исполнителей никаких жанровых ограничений, главным критерием отбора является индивидуальность и талант исполнителя, его культурная значимость, так что на фестивале выступают артисты, находящиеся в авангарде современной музыки.
В 2022 году участниками фестиваля стали: группа IOWA, Жанна Агузарова, группа «Дайте танк(!)», группа The Hatters, группа Shortparis и т. д.

## Досуг на фестивале
Помимо музыкальных площадок на фестивале традиционно действуют и иные: STEREOFOOD — фуд-корт с блюдами национальных кухонь, фаст-фудом и кофейнями; торговая площадка STEREOMARKET, а также большая зона развлечений STEREOFUN. Посетителям предлагается поучаствовать в квестах, различных конкурсах от спонсоров, действует площадка для настольных игр, площадка с билльярдными столами. Для детей проводятся образовательные мастер-классы, работает батутный парк и игровая площадка.
Между сценами установлены различные локации, предназначенные для отдыха, проведения конкурсов, игр, фотозоны и арт-объекты.